# Ferata Gran Risa
Die Ferata Gran Risa, benannt nach der Skipiste Gran Risa, ist mit nur 66,7 m die kürzeste Standseilbahn Italiens. Sie liegt im Ort Stern in der Gemeinde Abtei im Südtiroler Gadertal.

## Geschichte
Die Standseilbahn wurde 1997 eröffnet.

## Technische Daten
| Länge          | 66,7 m                |  |
| Höhendifferenz | 21,77 m               |  |
| Weiche         | Keine (einspurig)     |  |
| Kapazität      | 36 Personen pro Wagen |  |